# Howard Rodman
Howard Rodman (Nueva York, 18 de febrero de 1920 - Los Ángeles, 5 de diciembre de 1985) fue un guionista estadounidense de cine, radio y, especialmente, de series de televisión.
Nació en el barrio neoyorquino del Bronx. Sintió la vocación por la literatura de niño y desde muy joven fue un lector y escritor voraz. Estudió en el Brooklyn College y en la Universidad de Iowa. Con la actriz Norma Connolly tuvo cuatro hijos, entre otros a los escritores Adam Rodman y Howard A. Rodman. Participó como guionista en importantes series televisivas como Naked City, Harry O (por el episodio Gertrude de esta última fue candidato en 1975 a un Premio Edgar) o The Six Million Dollar Man (en este caso, firmó los guiones con el pseudónimo de Henri Simoun). También trabajó para la radio (fue guionista de varios episodios de Dimension X) y para el cine. Entre otras, participó como guionista en varias películas de Don Siegel (Madigan —Brigada homicida, 1968—; Coogan's Bluff —La jungla humana, 1969—; Charley Varrick, 1973) y en Winning (en español: 500 millas) de  James Goldstone (1969). En 1980 recibió un premio del Writers Guild of America en reconocimiento a su carrera como guionista.